# Die Verdammten des Krieges
Die Verdammten des Krieges (Originaltitel: Casualties of War) ist ein US-amerikanisches Filmdrama über den Vietnamkrieg aus dem Jahr 1989. Regie führte Brian De Palma, das Drehbuch schrieb David Rabe anhand des Buches Incident on Hill 192 von Daniel Lang. Der Film beruht auf dem Zwischenfall auf Hügel 192. Die Hauptrolle spielte Michael J. Fox.

## Handlung
Am Anfang wird ein Text gezeigt, dem gemäß der Film auf einer wahren Begebenheit beruht, die Daniel Lang zum ersten Mal im Jahr 1969 in einer Zeitschrift schilderte.
Eriksson sitzt in einem Stadtbahnzug. Er nickt kurz ein, schreckt hoch, schaut sich um. Sein Blick fällt auf eine gerade zugestiegene Frau mit asiatischen Gesichtszügen sowie einen Mann, der eine Zeitung liest, in der eine Schlagzeile den Rücktritt von Richard Nixon verkündet. Eriksson erinnert sich an Ereignisse in der Vergangenheit, die in einer Rückblende gezeigt werden.
PFC Eriksson dient während des Vietnamkrieges im Jahr 1969 in einer Einheit auf Patrouille. Die Männer werden vom Vietcong mit Mörsern beschossen. Eriksson bricht in einen Tunnel ein, sein Körper steckt unter der Erde fest. Ein Vietnamese nähert sich Eriksson unterirdisch durch den Tunnel mit einem Messer zwischen seinen Zähnen. Erikssons Vorgesetzter „Sarge“ Meserve zieht ihn heraus und rettet somit sein Leben.
Eriksson erscheint als sensibler Charakter, da er von Vietnamesen angebotenes Essen, das er eigentlich nicht mag, dankend annimmt. Er sagt seinen Kameraden, dass er nicht unhöflich erscheinen möchte, erntet dafür aber nur Unverständnis und Spott. In einem Dorf gerät Meserves Einheit in einen Hinterhalt, Specialist Brown wird schwer verwundet und mit einem Hubschrauber ausgeflogen. Am Abend erfahren die Kameraden, dass er nicht überlebt hat.
Die Soldaten erhalten den Befehl für einen Erkundungsgang am kommenden Morgen – geschossen werden darf nur zur Verteidigung. Am Abend wollen sie noch einmal das Camp verlassen und sich amüsieren, doch der Ausgang in den Ort ist wegen der Vietcong-Aktivitäten untersagt. Meserve schlägt vor, dass die Soldaten der Einheit am nächsten Morgen eine Stunde früher ausrücken und irgendein vietnamesisches Mädchen entführen sollen, um es sexuell zu missbrauchen. Eriksson ist schockiert, als er das hört. Er erzählt es PFC Rowan, einem vertrauten Kameraden in einer anderen Einheit.
Am nächsten Morgen überfällt die Gruppe ein Dorf etwas abseits ihrer Patrouille. Die junge Vietnamesin Tran Thi Oanh wird entführt, ihre weinenden und schreienden Familienangehörigen werden zurückgelassen. Eriksson empfindet große Abscheu. Beim Gehen bittet er die Dorfbewohner hilflos um Entschuldigung. Die Soldaten schleppen die Frau mit sich. Eriksson spricht Meserve an, dass es sich bei dem, was sie tun, um ein Verbrechen handele, doch dieser weist ihn schroff zurück, später entschuldigt er sich dafür, bevor er ihn anschließend bedroht. PFC Diaz, der der Einheit erst am Morgen zugeteilt worden ist, teilt Eriksson seine Bedenken mit. Auch er beschließt, sich nicht an der Vergewaltigung zu beteiligen, und beide versichern einander, sich gegenseitig zu decken.
Als sie eine verlassene Hütte erreichen, schlagen die Männer ein Lager auf und Meserve beginnt damit, sich an der Gefangenen zu vergehen. Er teilt eine Reihenfolge ein und Diaz muss als Nächster in die Hütte – im Gegensatz zu Eriksson fügt er sich, nachdem dieser sich geweigert hat. Obwohl dem Zuschauer weitere Szenen erspart bleiben, wird klar, dass Hatcher und Clark sich auch beteiligen, weil sie sich streiten, wer der letzte sein wird (was Clark ein weiteres Mal mit Hinweis auf seinen Status als „Vorgesetzter“ klärt). Eriksson lehnt es ab, sich an der Vergewaltigung zu beteiligen, obwohl seine Kameraden ihn deswegen beschimpfen und bedrohen, und entfernt sich.
Später richten die Soldaten einen vorgeschobenen Beobachtungsposten ein. Dort beobachten sie aus einem Versteck von einer am Berg gelegenen Eisenbahnlinie Aktivitäten von Vietnamesen am tieferliegenden Flussufer. Meserve lässt per Funk Verstärkung anfordern und schickt Eriksson zur Hütte zurück, um Waffen zu holen. Gegen Meserves ausdrücklichen Befehl besteht Cpl. Clark, der keine Lust hat, die Gefangene zu bewachen, als Erikssons „Vorgesetzter“ darauf, dass dieser bei der Frau zurückbleibt. Allein mit der stark verletzten Gefangenen versucht Eriksson, dieser zur Flucht zu verhelfen. Völlig eingeschüchtert wagt sie jedoch nicht, allein zu gehen. Eriksson, der sie zunächst begleiten wollte, bekommt allerdings Skrupel, als ihm klar wird, dass er damit zum Deserteur würde. Sie werden von dem zurückgeschickten Clark überrascht und mit zum vorgeschobenen Posten genommen.
Dort beobachten sie, wie ein Boot am Ufer landet und Waffen ausgeladen werden. Sie müssen befürchten, dass die hustende Tran Thi Oanh ihre Position verraten könnte. Meserve befiehlt, dass Eriksson die Frau erdolchen solle, was der Private jedoch verweigert. Er versucht, Meserve davon zu überzeugen, dass der tote Corporal Brown solche Handlungen nicht gebilligt hätte – ohne Erfolg. Cpl. Clark ist bereit es zu tun, doch Meserve fordert Hatcher auf, der sich aber ebenfalls weigert. Daraufhin befiehlt er es dem jungen Diaz, der sich widerstrebend mit dem Messer der Frau nähert. Damit es keinen Vorwand zum Ermorden der Frau mehr gibt, eröffnet Eriksson das Feuer auf die Boote am Fluss, es entsteht ein Gefecht. Trotzdem wird Tran Thi Oanh von Clark mit dem Messer niedergestochen. Als sie aufsteht und benommen versucht zu fliehen, gibt Meserve den Befehl, sie zu erschießen. Eriksson versucht einzugreifen, bekommt aber von Meserve den Gewehrkolben in den Bauch gerammt. Tran Thi Oanh wird von Clark, Hatcher, Diaz und Meserve erschossen, während Eriksson verletzt am Boden liegt. Endlich nähern sich amerikanische Hubschrauber und nehmen die Vietcong am Flussufer unter Beschuss. Schließlich wird der verletzte Eriksson ausgeflogen.
Wieder im Lager hat Eriksson Angst, mit den anderen in den nächsten Einsatz zu gehen. Er fürchtet um sein Leben. PFC Rowan bestärkt ihn darin, den Fall zu melden. Eriksson zeigt seine Kameraden an, aber sein Vorgesetzter Lt. Reilly will die Sache nicht energisch verfolgen. Reilly schlägt lediglich vor, die Gruppe aufzuteilen, meldet den Fall danach aber doch seinem vorgesetzten Captain Hill. Dieser schlägt Eriksson vor, ihn an einen angenehmeren Ort zu versetzen, wenn er Stillschweigen bewahrt. Mit einer Untersuchung sei dem Mädchen nicht mehr zu helfen, es könnte sogar eine internationale Krise auslösen. Er beschimpft Eriksson, dass er Meserve anklage, der ihm doch das Leben gerettet habe. Dieser sei doch noch ein Kind, kaum älter als 20. Er legt Eriksson sogar nahe, er solle sich um seine Familie Sorgen machen, wegen möglicher Racheakte der Verurteilten nach einer kurzen Haftzeit.
In einer darauffolgenden Nacht wird auf Eriksson in der Latrine ein Anschlag mit einer Handgranate verübt, aber der Private bemerkt die Granate in letzter Sekunde und überlebt. Zornig geht er in das Mannschaftszelt und schlägt den in der Gruppe sitzenden Clark mit einer Schaufel nieder. Er verkündet, sie könnten es lassen, ihn umzubringen, er habe den Fall allen erzählt, aber niemand wolle etwas unternehmen. Meserve bezeichnet ihn auf Vietnamesisch als verrückt.
Eriksson betrinkt sich in der Bar, dort vertraut er sich einem Militärseelsorger an. Daraufhin kommt es zu einer offiziellen Untersuchung des Falles. In der folgenden Sequenz sind Ausschnitte aus der Vernehmung der Täter vor einem Kriegsgericht zu sehen. Sie werden für schuldig befunden und zu Gefängnisstrafen mit Zwangsarbeit im Militärgefängnis Fort Leavenworth in Kansas verurteilt; acht Jahre für Diaz (für Vergewaltigung und Totschlag), 15 Jahre für Hatcher (für Vergewaltigung), lebenslänglich für Clark (für Vergewaltigung und vorsätzlichen Mord) und 10 Jahre für Meserve (für Totschlag).
Zum Ende des Films sieht man wieder die Anfangseinstellung: Eriksson sitzt im Stadtbahnzug. Abermals wacht er auf und sein Blick fällt erneut auf die junge vietnamesische Frau, die bereits anfangs dort saß. Er schaut kurz aus dem Fenster. Die Frau ist weg, ausgestiegen. Da sie ein Halstuch vergessen hat, folgt er ihr und spricht sie an. Sie fragt: „Erinnere ich Sie an jemanden? Sie haben schlecht geträumt, nicht?“ Er: „Ja.“ Sie: „Es ist jetzt vorbei, denke ich.“
Der Abspann informiert, dass das Urteil gegen Hatcher aus verfassungsrechtlichen Gründen aufgehoben wurde, nachdem er sein Geständnis widerrufen hatte.

## Kritiken
Das Lexikon des internationalen Films schrieb, der auf einem authentischen Fall beruhende Film sei zum Teil „beklemmend“ und zum Teil „reißerisch“. Er spreche mehr die Gefühle als den Verstand an, was seine „möglichen kritischen Absichten“ verhindere.
Valerie N. Wieskamp nennt den Film als Beispiel für die Konstruktion eines Narrativs in der populären Kultur, das mit „(Melo)dramatik“ einen Mythos aufbaue, der die Brüche zwischen amerikanischem Selbstverständnis als heroisch und gerecht und der Realität überwinde. So bleibe es unerwähnt, dass die verurteilten Soldaten nicht die vor Gericht ausgesprochenen Urteile bis hin zu Lebenslänglich verbüßten, sondern selbst der letzte von ihnen dank verschiedener Straferlasse bereits nach vier Jahren das Gefängnis verlassen konnte. Der (fiktive) Hintergrund eines kurz zuvor im Kampf gefallenen Kameradens diene zudem als relativierende „Erklärung“ ihrer Taten.

## Auszeichnungen
Der Film gewann 1990 den Political Film Society Award für Frieden.
Ennio Morricone wurde im Jahr 1990 für die Filmmusik für den Golden Globe Award nominiert. Maurice Schell wurde 1990 für den Tonschnitt für den Motion Picture Sound Editors Award (Golden Reel Award) nominiert.

## Hintergründe
- Die Dreharbeiten fanden statt in:
  - Phuket, Thailand
  - Kanchanaburi, Thailand (Eisenbahnbrücke, Szenen am Fluss)
  - San Francisco, Kalifornien, USA (Dolores Park MUNI Train)

- Der Rechteinhaber ist Columbia Pictures Industries, Inc. (1989). Die Dreharbeiten begannen am 7. April 1988.
- Die Produktionskosten betrugen schätzungsweise 22,5 Millionen US-Dollar. Der Film spielte in den Kinos der USA ca. 18,67 Millionen US-Dollar ein. In Deutschland wurden über 104.000 Kinobesucher gezählt.
- Der gleiche Stoff wurde bereits 1970 in dem umstrittenen deutschen Spielfilm o.k. von Michael Verhoeven verarbeitet.